# Rbl.tv
rbl.tv (początkowo pod nazwą rebel:tv, RBL.TV) – polska stacja muzyczna uruchomiona 14 grudnia 2009, istniejąca w latach 2009–2014, należąca do 4fun Media.
Przez niecałe 5 lat nadawania stacja prezentowała trzy różne formaty. Najpierw nadawała wyłącznie muzykę rockową, w 2013 roku wprowadzono na antenę muzykę miejską (przede wszystkim hip-hop), natomiast od końca 2013 r. pop i przeboje. W sierpniu 2014 r. stacja powróciła do muzyki rockowej. Kanał zastąpił Patio TV.

## Historia
Stacja rozpoczęła nadawanie 14 grudnia 2009 roku. Początkowo grała głównie rock, punk i metal. 19 sierpnia 2010 uruchomiony został przekaz stacji w internecie. We wrześniu 2012 r. dyrektorem programowym stacji został Michał Figurski. 29 października 2012 została uproszczona nazwa z Rebel:TV na RBL.TV, ze względu na spór prawny z niemiecką stacją o tej samej nazwie. Stacja uzyskała nowoczesną oprawę graficzną, nowe logo. Format obrazu został zmieniony na 16:9.
Format rockowy nie przynosił jednak odpowiednich wyników oglądalności, więc w marcu 2013 stacja zmieniła format – na antenie można było usłyszeć przede wszystkim hip-hop, a także muzykę elektroniczną, indie rock, R&B i pop. Stacja również promowała szeroko pojętą kulturę miejską – muzykę, sport, modę i zajawki. Ofertę programową wzbogaciły nowe pozycje, jak Polska Rap Lista, Muzyka Nowoczesna, HH20 czy Serio.
Z czasem zrezygnowano również z tego formatu na rzecz grania hitów. Ostatecznie w grudniu 2013 wycofano większość dotychczasowych programów, od tego czasu większość ramówki stanowiło uniwersalne pasmo Hit Me. Od marca 2014 stacja nie emitowała już żadnego programu z prezenterami.
23 lipca 2014 r. poinformowano, że stacja zakończy nadawanie, a w jej miejscu zostanie uruchomiony nowy kanał o nazwie Mjuzik.tv. Zmiana ta nastąpiła na satelicie i w sieciach telekomunikacyjnych 12 sierpnia 2014 o godzinie 12:00. Jednak stacja RBL.TV kontynuowała emisję w internecie za pośrednictwem oficjalnej strony, a 20 sierpnia wróciła do grania rocka. Obecnie, przekaz internetowy nie działa na oficjalnej stronie, ale brak jest potwierdzenia o definitywnym zakończeniu działalności.

## Dostępność
Kanał nadawał z satelity Hot Bird w systemie FTA, dzięki czemu stacja dostępna była dla abonentów wszystkich polskich platform cyfrowych oraz dla odbiorców indywidualnych posiadających odbiorniki satelitarne typu FTA. Stacja była też szeroko dystrybuowana w sieciach kablowych i operatorów IPTV. Od 2012 roku był także dostępny przekaz internetowy stacji na oficjalnej stronie.

## Prezenterzy
| Prezenter                       | Program                                   |
| ------------------------------- | ----------------------------------------- |
| Natalia Jakuła                  | Orange music, HH20, Fejs Czart i RBL News |
| Dharni Ng                       | Son of a Beat                             |
| Nina Cieślińska "Lady Nina"     | Polska Rap Lista, Parszywa 13             |
| Przemysław "Jah Jah" Frankowski | Turbo Top                                 |
| Piotr Metz                      | Sok z buraków                             |
| Pezet                           | Muzyka nowoczesna                         |
| Rafał Grobel                    | Muzyka nowoczesna                         |
| Sokół                           | Serio?                                    |
| Jakub Żulczyk                   | Serio?                                    |
| Mikołaj "Jaok" Janusz           | Pyta.pl                                   |
| Piotr "Koza" Kozerski           | Pyta.pl                                   |
| Rafał Grad                      | Pyta.pl                                   |
| Marcin Bąkiewicz                | RBL News                                  |

## Programy
- 100% Rebel – całodobowy muzyczny miks z utworami hip-hopowymi, rockowymi i popowymi z różnych dekad.
- 25! – zestawienie 25 klipów z motywem przewodnim tworzone we współpracy z internautami. Przykładowe tematy: 25 Club Bangers, 25 Best Summer Songs.
- Agent Tomek
- Alternativi
- All Time Killers
- Can I Kick It? – pasmo skupiające się przede wszystkim na oldschoolowym hip hopie, a także na nowszych produkcjach z tego gatunku. Emitowane na początku 2012 roku.
- Chill Me
- Dark Room
- Deezer Chart Top 10 – to lista przebojów tworzona we współpracy z Deezer.com, jednym z największych światowych serwisów streamingowych, oferujących legalną muzykę on-line. W notowaniu „Deezer Chart Top 10” znajduje się 10 kawałków, najchętniej odsłuchiwanych przez użytkowników serwisu Deezer.com w ostatnim tygodniu.
- Fejs Czart – notowanie 10 utworów wybranych przez widzów na facebookowym profilu RBL.TV. Program prowadziła Natalia Jakuła.
- Fresh & New
- Generał Italia
- Gra o tron – pasmo muzyczne, podczas którego widzowie drogą SMS-ową mogą wybierać klipy albo hip-hopowe, albo rockowe.
- Gruby Beat – popołudniowe pasmo prezentujące głównie pop, rap, pop rock, electro i dance.
- Gruby Letni Beat – muzyczny miks na lato.
- Heavy Load – pasmo prezentujące cięższe odmiany muzyki – od klasycznych metalowych kapel takich jak AC/DC czy Iron Maiden, aż po zespoły reprezentujące współcześniejsze odmiany muzyki metalowej takie jak System of a Down czy Korn.
- HH 20 – hip-hopowe notowanie zarówno najnowszych przebojów, jak i z klasyki polskiego i zagranicznego hip-hopu. Prowadziła Natalia Jakuła.
- Hit Me - główne pasmo w rbl.tv – mix muzyczny, zarówno utwory nowsze, jak i starsze. Rozpoczęło emisję w grudniu 2013, z czasem przejęło znaczną część ramówki.
- Hitzone – pasmo muzyczne z największymi hitami i najciekawszymi nowościami z gatunków takich, jak pop, rap, R&B, pop rock, rock, electro, dance i house.
- I Love PL
- Jest weekend, jest melanż – muzyczne pasmo na weekend, w całości wypełnione electro, hip-hopem i alternatywnym popem. Utwory na każdą okazję – przed imprezą, w jej trakcie lub jako lekarstwo na jesienną melancholię, by zyskać nieco energii.
- Kaliber 200 volt[8]
- Kapitan Bomba
- Lista Hip Hop 20
- Makakofonia – telewizyjna wersja kultowej audycji Piotra „Makaka” Szarłackiego. Makak od kuchni, recenzje płyt i koncertów, zaproszenia na premiery filmowe, oraz informacje o tym co w bardzo szeroko pojętej kulturze piszczy.
- Miejski zwyczaj – pasmo muzyczne z polskim i zagranicznym hip-hopem.
- Monografia
- Morning Shot
- Muzyka Nowoczesna – program przedstawiający ambitną muzykę elektroniczną oraz szeroko rozumianą muzykę miejską. Gospodarzami programu są raper Pezet oraz Grobel – DJ i promotor.
- No More Plastic
- Nu Shouts
- Onet Top 10 - lista dziesięciu polskich hitów. Nad kolejnością czuwają widzowie – ten utwór, który miał najwięcej odsłuchań zajmuje lepsze miejsce.
- Orange music – program powstający we współpracy z portalem OrangeMusic.pl Prowadząca Natalia Jakuła przeprowadzała wywiady z artystami, prezentując ciekawe wydarzenia.
- Parszywa 13 – notowanie 13 kiczowatych klipów. W trakcie emisji teledysku widzowie mieli okazję wysłać SMS-a i "rzucić jajem" w ekran. Prowadziła Lady Nina.
- Party Rocking – miks hip-hopowych i rockowych utworów najlepszych na imprezę.
- Plastic is fantastic
- Pod Gradobiciem Pytań
- Polish Power
- Pozanny Klin
- Polisz Rajd – nocne pasmo z hitami polskich artystów.
- Polska Rap Lista – notowanie 20 polskich hip-hopowych kawałków, wybieranych przez internautów na stronie www.rbl.tv
- Powstanie – poranny miks muzyczny.
- Prawo Jazdy – pasmo, w którym widzowie mogą wyrazić negatywną opinie na dowolny temat.
- Pyta.pl – redaktorzy z portalu pyta.pl zadają bzdurne pytania przypadkowym ludziom i otrzymują bezsensowne, zabawne odpowiedzi.
- R20 Rock Lista
- RBL News – muzyczny program informacyjny, w którym prezentowane są najbardziej aktualne newsy i plotki. W paśmie "RBL News" pojawiały się także przekazy z najważniejszych imprez oraz planów zdjęciowych, prezentowane są recenzje płyt i filmów, a do studia zapraszani byli goście.
- Reaktor – teledyski przeplatane konkursami dla widzów.
- Rock Chart
- Rock DJ
- Rockfiler
- Rock the night
- Rock Selekcja – najbardziej popularne rockowe hity i muzyczne perełki z lat 90.
- Serio? – dyskusje o hip-hopie i rodzimej scenie muzycznej prowadzone przez Sokoła i Jakuba Żulczyka. Oceniają, chwalą, negują. Wszystko to w rytmie zarówno najnowszych, jak i tych bardziej klasycznych hip-hopowych kawałków zza granicy oraz rodzimych.
- Sok z buraków – jeden z najbardziej cenionych polskich dziennikarzy muzycznych Piotr Metz spotyka się we własnym domu i rozmawia z największymi gwiazdami polskiego hip-hopu.
- Son of a Beat – program prowadzony przez Dharni'ego, pochodzącego z Singapuru mistrza beatboxu. Przeprowadza on uliczną sondę, w której ankietowanymi są polscy celebryci. Gwiazdy opowiadają o swoich muzycznych zbiorach, o tym, czego słuchają podczas jazdy samochodem i które piosenki są, według nich, nie do przetrawienia.
- Spikani – kompilacja zabawnych i niepoprawnych wypowiedzi polityków żartobliwie "wypikanych" przez Cyber Mariana.
- Suck My Duck
- Świeżyniec – pasmo muzyczna z najnowszymi utworami.
- Świeżynka
- Top 10
- Top 50
- Turbo Top – notowanie 10 rockowych utworów Antyradia. Prowadził Przemysław "Jah Jah" Frankowski.
- Twisted Hits
- Videostarcie Extra – pasmo muzyczne, w którym widzowie drogą SMS-ową wybierają, który klip pojawi się na antenie jako następny oraz czatować.
- Weekend Specjalny – pasmo z klipami, które łączy jeden wspólny motyw.
- Wieczorynka dla bardzo dorosłych